# Movement for Democratic Change Alliance

Flagge des MDC

Die Movement for Democratic Change Alliance (MDC Alliance, deutsch „Allianz der Bewegung für einen demokratischen Wandel“) ist eine politische Partei in Simbabwe. Sie wurde 1999 als Movement for Democratic Change (MDC) gegründet, war während der Zeit ihrer Existenz die größte Oppositionspartei des Landes und wurde bis zu seinem Tod im Februar 2018 von Morgan Tsvangirai angeführt. Seit 2005 firmierte die Partei als Movement for Democratic Change – Tsvangirai (MDC-T) und ab 2018 als Movement for Democratic Change Alliance. Im Jahr 2022 wurde der Großteil der MDC Alliance in die neu gegründete Citizens Coalition for Change transformiert. Formell existierte die MDC Alliance auch nach 2022 noch weiter, jedoch nur noch als unbedeutende Splittergruppe.

## Geschichte

### Parteigründung 1999 und erste Jahre
Die Partei Movement for Democratic Change (MDC) wurde 1999 gegründet und hat ihre Wurzeln in der Gewerkschaftsbewegung des Landes. Aber auch andere zahlreiche Gruppen der Zivilgesellschaft, wie zum Beispiel die Combined Harare Residents Association, gehören zu den Mitgliedern und Unterstützern der Partei. Die MDC wurde unter anderem von der Mehrheit der weißen Landbesitzer Simbabwes unterstützt, gegen die Mugabes Regierungspartei ZANU-PF im Zusammenhang mit einer beabsichtigten großen Landreform eine Einschüchterungskampagne gestartet hatte. Sowohl diese Farmer als auch die MDC wurden von den Jugendgruppen der ZANU-PF verfolgt.
Bei der Parlamentswahl im Jahr 2000 gewann das MDC 57 der 120 Sitze. Dies war der größte politische Erfolg einer Oppositionspartei in Simbabwe seit langer Zeit.
Die MDC erlangte weltweit erstmals größere Aufmerksamkeit, als ihr Vorsitzender Morgan Tsvangirai bei der Präsidentschaftswahl 2002 gegen den langjährigen Amtsinhaber und ehemaligen Freiheitskämpfer Robert Mugabe antrat und verlor. Mugabe wurde allerdings vorgeworfen, er habe die Wahlen manipuliert, um seine Wiederwahlchancen zu erhöhen. Außerdem wurde Morgan Tsvangirai des Verrats angeklagt. Ihm wurde vorgeworfen, ein Attentat auf Mugabe geplant zu haben.

### Spaltung der Partei 2005 und die folgende Zeit
2005 kam es zu einer Spaltung. Die Parteien wurden nach Morgan Tsvangirai und Welshman Ncube benannt, Movement for Democratic Change – Tsvangirai und Movement for Democratic Change – Ncube (MDC-N).
Bei einer Polizeiaktion Ende Mai 2007 wurden 200 Oppositionelle verhaftet, von denen viele an einem Treffen zu den Themen AIDS und Wahlen in Simbabwe teilnehmen wollten.
Im Zuge der Parlamentswahl im März 2008 konnte das MDC-T insgesamt 100 der 210 Sitze gewinnen. MDC-N gewann weitere 10 Sitze. Auf die Regierungspartei ZANU-PF entfielen lediglich 98 Sitze. Im August 2008 wurde der MDC-T-Kandidat Lovemore Moyo mit 110 zu 98 Stimmen zum Parlamentssprecher gewählt. Ab 2009 regierte das MDC-T gemeinsam mit der ZANU-PF. Dabei stellte das MDC-T mit Morgan Tsvangirai den Ministerpräsidenten, während Robert Mugabe weiterhin Präsident von Simbabwe war. Es wurde ein gemeinsamer Verfassungsentwurf erarbeitet, der am 16. März 2013 in einer Volksabstimmung von der Bevölkerung angenommen wurde. Bei den Wahlen 2013 gewann Mugabe erneut die Mehrheit, woraufhin das Amt des Ministerpräsidenten abgeschafft wurde. Das MDC-T erkannte das Ergebnis nicht an und forderte – vergeblich – innerhalb von 60 Tagen Neuwahlen. 2017 trat Mugabe als Präsident zurück, nachdem ein Amtsenthebungsverfahren gegen ihn eingeleitet worden war.

### MDC Alliance ab 2018 unter Nelson Chamisa
Im Vorfeld der Wahlen in Simbabwe am 30. Juli 2018 bildete sich unter dem Namen MDC Alliance und der Führung des MDC-T im August 2017 eine Koalition aus sieben Oppositionsparteien. Neben dem MDC-T waren dies der MDC-N, die People’s Democratic Party (PDP), Transform Zimbabwe (TZ), Zimbabwe People First (ZPF), Zimbabwe African National Union-Ndonga (ZANU-N) und die Multi-Racial Christian Democrats (MCD).
Der MDC-T-Parteiführer Tsvangirai starb am 14. Februar 2018. Am folgenden Tag wurde Nelson Chamisa zum neuen Parteivorsitzenden und Oppositionsführer ernannt. Er kündigte im Juli 2018 an, die Zusatzbezeichnung -T im Parteinamen nicht mehr nutzen zu wollen. Stattdessen trat seine Partei bei den Wahlen 2018 zusammen mit den Verbündeten unter der Bezeichnung MDC Alliance an. Eine kleine Splittergruppe unter der MDC-Dissidentin Thokozani Khupe, der ehemaligen stellvertretenden Parteivorsitzenden des MDC-T, machte diese Transformation nicht mit, trat weiter unter dem Namen MDC-T an und gewann bei der WAhl einen Wahlkreis in Bulawayo. Des Weiteren trat die MDC-N zur Wahl an, konnte jedoch keinen Sitz erringen. Nach der Wahl schloss sich die MDC Alliance endgültig zu einer Partei zusammen und wählte Nelson Chamisa im Mai 2019 zum Parteivorsitzenden.

### Neugründung derCitizens Coalition for Change
Im verbliebenen MDC-T gingen die Fraktionskämpfe weiter. Es kam zu einem Streit zwischen dem MDC-T-Vorsitzenden Douglas Mwonzora und der Vizevorsitzenden Thokozani Khupe. Als MDC-T-Parteiführer Douglas Mwonzora in einem Brief an die simbabwische Wahlkommission vom 3. Januar 2022 Anspruch auf die Parteiführung der MDC-A erhob, erklärte die MDC-T-Vizevorsitzende Thokozani Khupe, dass sich Mwonzora dadurch als MDC-T-Parteivorsitzender selbst disqualifiziert habe. Am 30. Januar 2022 wurde Khupe auf Betreiben Mwonzoras aus dem MDC-T ausgeschlossen.
Um den ständigen Fraktionskämpfen und Rechtsstreitigkeiten um das Erbe des alten MDC zu entgehen, gründete Nelson Chamisa am 24. Januar 2022 mit seinen Anhängern in der MDC Alliance eine neue Partei, die Citizens Coalition for Change (CCC). Ein Großteil der MDC-A-Anhänger wechselte zur neuen Partei
Bei den Wahlen in Simbabwe 2023 konnte der MDC-T-Kandidat Douglas Mwonzora nur 0,6 % der Stimmen auf sich vereinen. Der MDC-T gewann keinen der 210 Wahlkreise.

## Sonstiges
2019 wurde die Partei Movement for Democratic Change Zimbabwe (MDC Zimbabwe) gegründet. Vorsitzender ist Thulani Ndebele. Oppositionspolitiker kritisierten die damit verbundene weitere Zersplitterung der Opposition und mögliche Verwirrung der Wähler.